# بيتزا
البيتزا أو البِتْزَة (بالإيطالية: Pizza) هو طبق من أصل إيطالي يصنع من عجينة من القمح تكون عادة مستديرة ومسطحة ومخمرة وتغطى بالطماطم والجبن والعديد من المكونات الأخرى (مثل الفطر والبصل والزيتون والخضروات واللحوم وما إلى ذلك) ثم تُخبز بعد ذلك تقليديًا في فرن يعمل بالحطب على درجة حرارة عالية. تسمى البيتزا الصغيرة أحيانًا (بيزيت-تا) ويُعرف الشخص الذي يصنع البيتزا بأنه صانع البيتزا. تُقدم البيتزا في المطعم في إيطاليا غير مقطعة وتُؤكل باستخدام الشوكة والسكين. ومع ذلك في الأماكن غير الرسمية تقطَّع إلى مثلثات وتؤكل باليد.
عُرفت كلمة (بيتزا) أول مرة في القرن العاشر في مخطوطة لاتينية عُثر عليها في بلدة جيتا الإيطالية الجنوبية في لتسية على الحدود مع كمبانية. أما البيتزا بشكلها الحالي فقد ظهرت في نابولي، ومنذ ذلك الحين أصبح الطبق ومكوناته مشهورًا في العديد من البلدان. تعد البيتزا أحد أشهر الأطباق في العالم وصنفًا شائعًا للوجبات السريعة في أوروبا وأمريكا الشمالية وأستراليا؛ تباع في مطاعم البيتزا والمطاعم التي تقدم مأكولات من مطبخ البحر الأبيض المتوسط وحتى في الشوارع. تبيع العديد من شركات المواد الغذائية البيتزا الجاهزة والتي تكون مجمدة ويمكن إعادة تسخينها في فرن منزلي.
في عام 2017؛ بلغت أرباح سوق البيتزا العالمي 128 مليار دولار أمريكي، ففي الولايات المتحدة وحدها بلغت الأرباح 44 مليار دولار موزعة على 76000 مطعم بيتزا. بشكل عام تناول 13٪ من سكان الولايات المتحدة الذين تبلغ أعمارهم عامين فأكثر البيتزا في أي يوم.
تأسست جمعية البيتزا النابولية الأصلية عام 1984 (وهي منظمة غير ربحية ومقرها في نابولي) بهدف الترويج لبيتزا نابولي التقليدية. في عام 2009 وبناءً على طلب إيطاليا سُجلت بيتزا نابولي في الاتحاد الأوروبي طبقًا تقليديًا وفي عام 2017 أُدرج فن صناعة البيتزا في قائمة اليونسكو للتراث الثقافي غير المادي.
غالبًا ما ينسب الفضل لرافاييل إسبوزيتو باعتباره أول من أوجد البيتزا بشكلها الحديث المعروف اليوم.

## علم أصول الكلمات
ظهرت كلمة بيتزا لأول مرة في نص لاتيني عثر عليه في مدينة جيتا والتي كانت آنذلك جزءًا من الإمبراطورية البيزنطية، ذكر النص الذي كتب عام 997 أن على المستأجر لممتلكات معينة أن يدفع لأسقف جيتا اثنا عشر بيتزا في كل يوم من أيام عيد الميلاد، و12 أخرى في كل يوم أحد من عيد الفصح.

## تاريخ
كانت الأطعمة الشبيهه بالبيتزا تصنع منذ العصر الحجري الحديث. عُثر على سجلات عبر التاريخ القديم تشير إلى وجود أشخاص أضافوا مكونات أخرى للخبز لتحسين مذاقه. في القرن السادس قبل الميلاد كان الجنود الفارسيون في الإمبراطورية الأخمينية أثناء حكم داريوس الكبير يخبزون الخبز بالجبن والتمر فوق دروعهم القتالية، ثم أضاف اليونانيون القدماء الزيوت والأعشاب والجبن على هذا الخبز. هناك إشارة مبكرة إلى طعام شبيه بالبيتزا في ملحمة الإنيادة الشعرية، عندما تنبأت سيلينو (ملكة الهاربييز) أن أحصنة طروادة لن تجد السلام حتى يجبرهم الجوع على أكل موائدهم (الكتاب الثالث)، في الكتاب السابع يُقدم لإينياس ورجاله وجبة تحتوي على كعكات دائرية (مثل خبز البيتا) مغطاة بالخضروات المطبوخة، وعندما بدأوا بأكل الخبز أدركوا أن هذه هي «الموائد» التي تنبأت بها الملكة سيلينو. ذُكرت كلمة «بيتزا» لأول مرة في وثيقة مكتوبة باللاتينية تعود إلى مايو 997 عُثر عليها في جيتا، تطالب بدفع اثنتي عشرة بيتزا وكتف لحم خنزير وكلية لحم خنزير في يوم عيد الميلاد، و 12 بيتزا وزوجان من الدجاج في عيد الفصح.
تطورت البيتزا الحديثة من أطباق الخبز المسطح المماثلة في نابولي بإيطاليا في القرن الثامن عشر أو أوائل القرن التاسع عشر. قبل ذلك الوقت، كان الخبز المسطح يُغطى غالبًا بمكونات مثل الثوم والملح وشحم الخنزير والجبن. من غير المؤكد متى أُضيف الطماطم لأول مرة، وهناك العديد من الادعاءات المتضاربة. حتى عام 1830 تقريبًا كانت البيتزا تُباع من أكشاك في الهواء الطلق وخارج مخابز البيتزا.
تقول إحدى الأساطير المعاصرة الشهيرة أن البيتزا النموذجية (بيتزا مارغريتا) اختُرعت في عام 1889، عندما كلف القصر الملكي في كابوديمونتي صانع البيتزا رفائيل إسبوزيتو بصنع بيتزا تكريما للملكة الإيطالية مارغريتا التي كانت تزور المنطقة. أبتكر رفائيل ثلاثة أنواع مختلفة من البيتزا، لكن الملكة فضلت بشدة البيتزا التي كانت مغطاة بألوان العلم الإيطالي: الأحمر (الطماطم)، والأخضر (الريحان)، والأبيض (الموزاريلا). يعتقد أن هذا النوع من البيتزا سمي بمارغريتا نسبة إلى الملكة، على الرغم من أن الأبحاث اللاحقة ألقت بظلال من الشك على هذه الأسطورة. هناك خطاب اعتراف رسمي أرسله كبير الخدم في قصر الملكة لا يزال حتى اليوم معروضًا في متجر إسبوزيتو، والذي يُعرف اليوم باسم مطعم بيتزا براندي.
نقل المهاجرون الإيطاليون البيتزا إلى الولايات المتحدة في أواخر القرن التاسع عشر وظهرت لأول مرة في المناطق التي استقروا فيها. افتتح أول مطعم بيتزا في البلاد (مطعم لومباردي [الإنجليزية]
) في مدينة نيويورك في عام 1905. بعد الحرب العالمية الثانية أثبت قدامى المحاربين العائدين من الحملة الإيطالية والذين تعرفوا على المأكولات الإيطالية المحلية تقبل السوق المحلي للبيتزا على وجه الخصوص.

## التحضير
تُباع البيتزا إما طازجة أو مجمدة، كاملة أو مقطعة إلى شرائح وأجزاء. تطورت العديد من الطرق للتغلب على تحديات صنع البيتزا مثل منع الصلصة من الإلتصاق بالعجين، وإنتاج طبقة علوية يمكن تجميدها وإعادة تسخينها دون أن تصبح صلبة. كما توجد بيتزا مجمدة بمكونات خام وأطراف مرتفعة وبارزة.

هناك شكل آخر من أشكال البيتزا تبيعها بعض المطاعم تسمى (خذ البيتزا واخبزها [الإنجليزية]
)، إذ تحضر هذه البيتزا وتجمع في المطعم ثم تباع غير مطبوخة للمستهلكين ليقوموا بخبزها بأنفسهم في أفرانهم الخاصة. تبيع بعض المتاجر العجين الطازج مع الصلصة والمكونات الأساسية لكي تجمع مع بعضها البعض في المنزل قبل خبزها في الفرن.

تحضير البيتزا
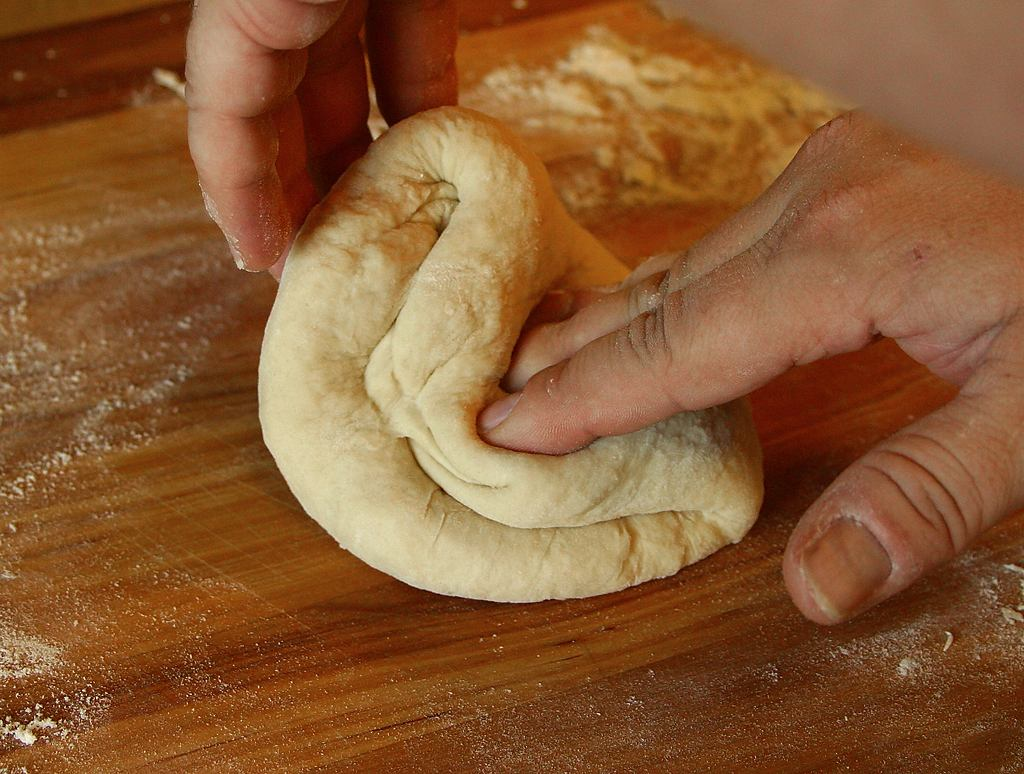
يتم عجن عجينة البيتزا لفترة من الزمن ثم تترك لمدة كافية حتى تتجانس.
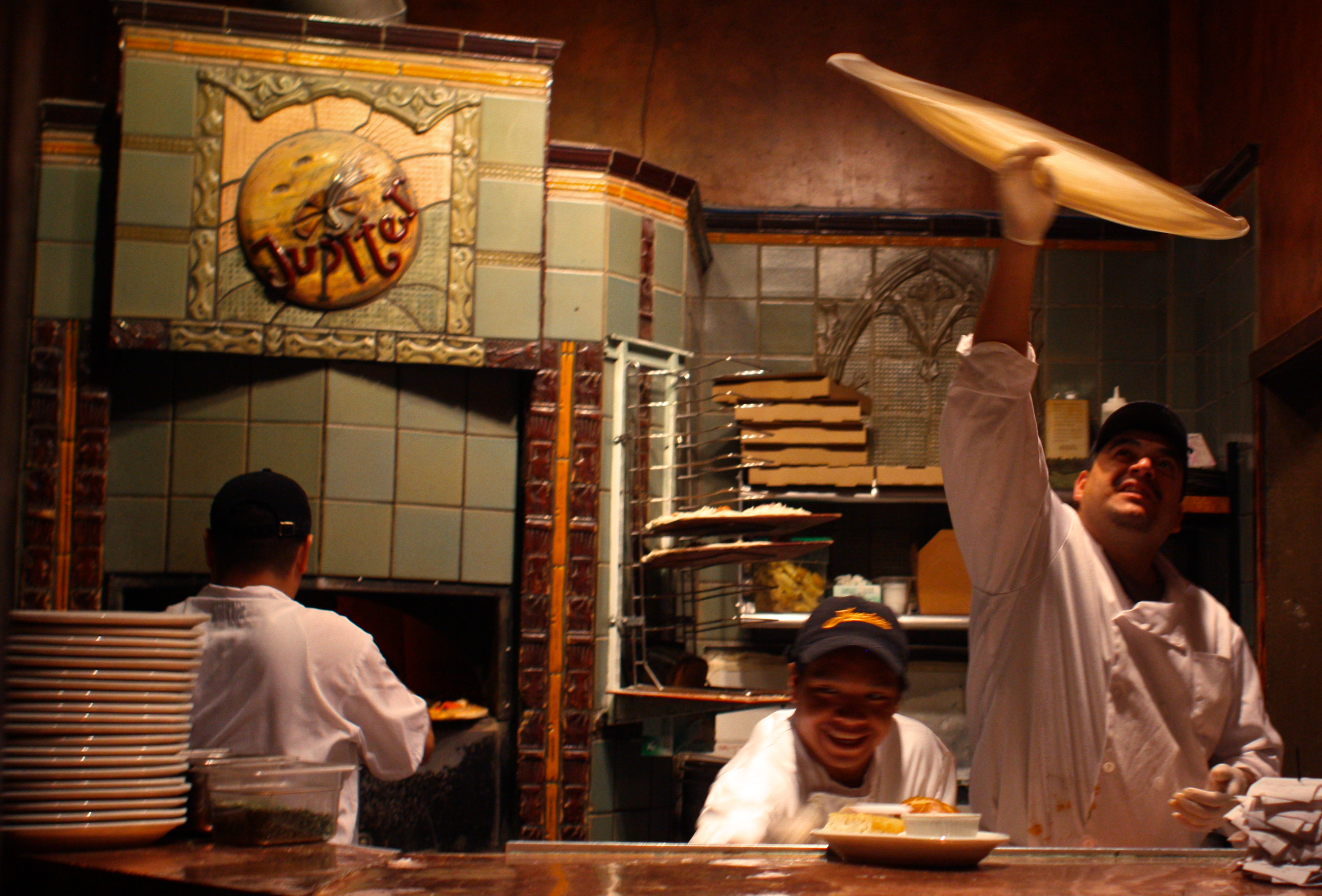
تقذف عجينة البيتزا وتدور في الهواء لتصبح متجانسة (الطريقة التقليدية)
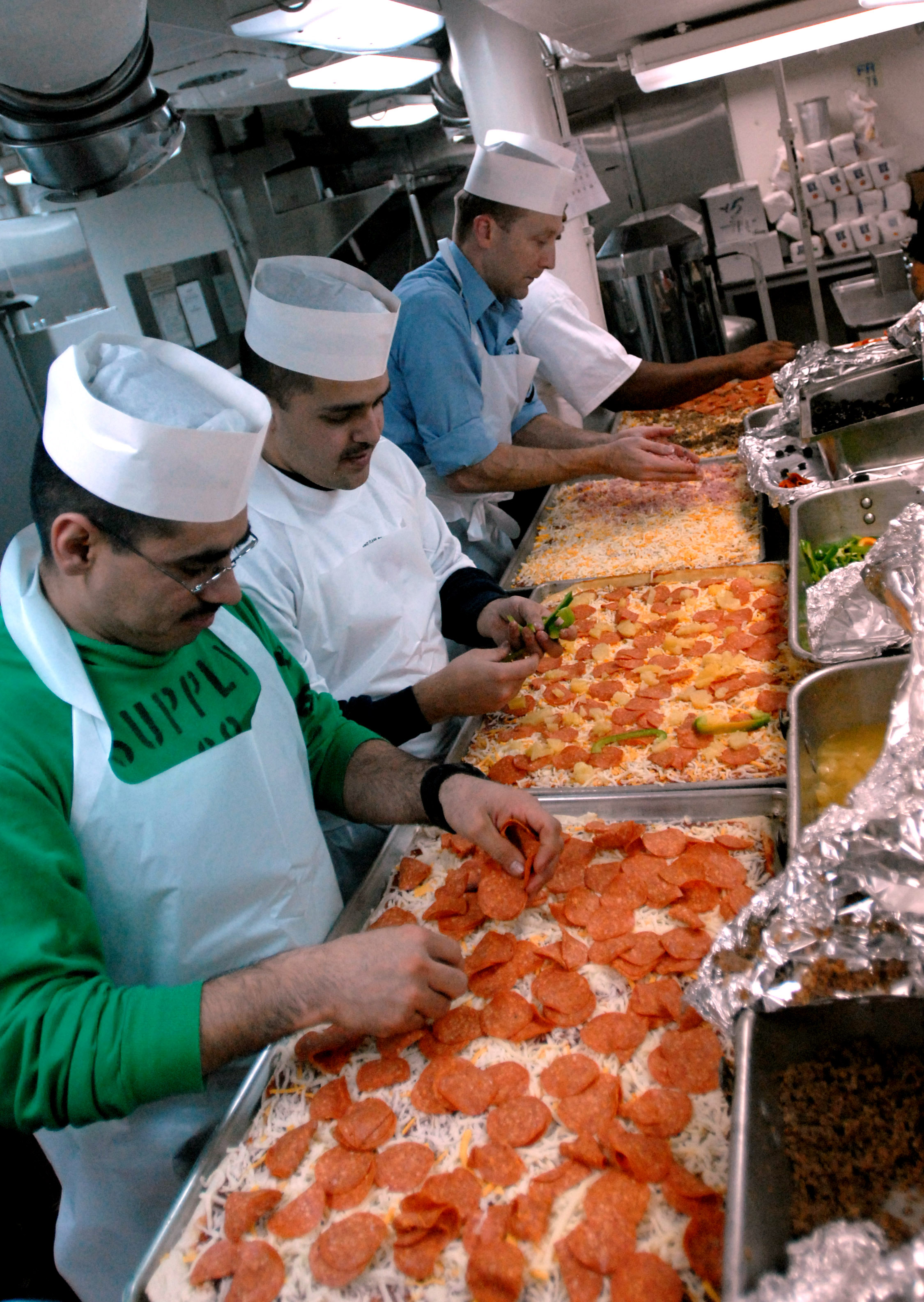
تضاف المكونات على عجينة البيتزا حتى تغطيها بالكامل.
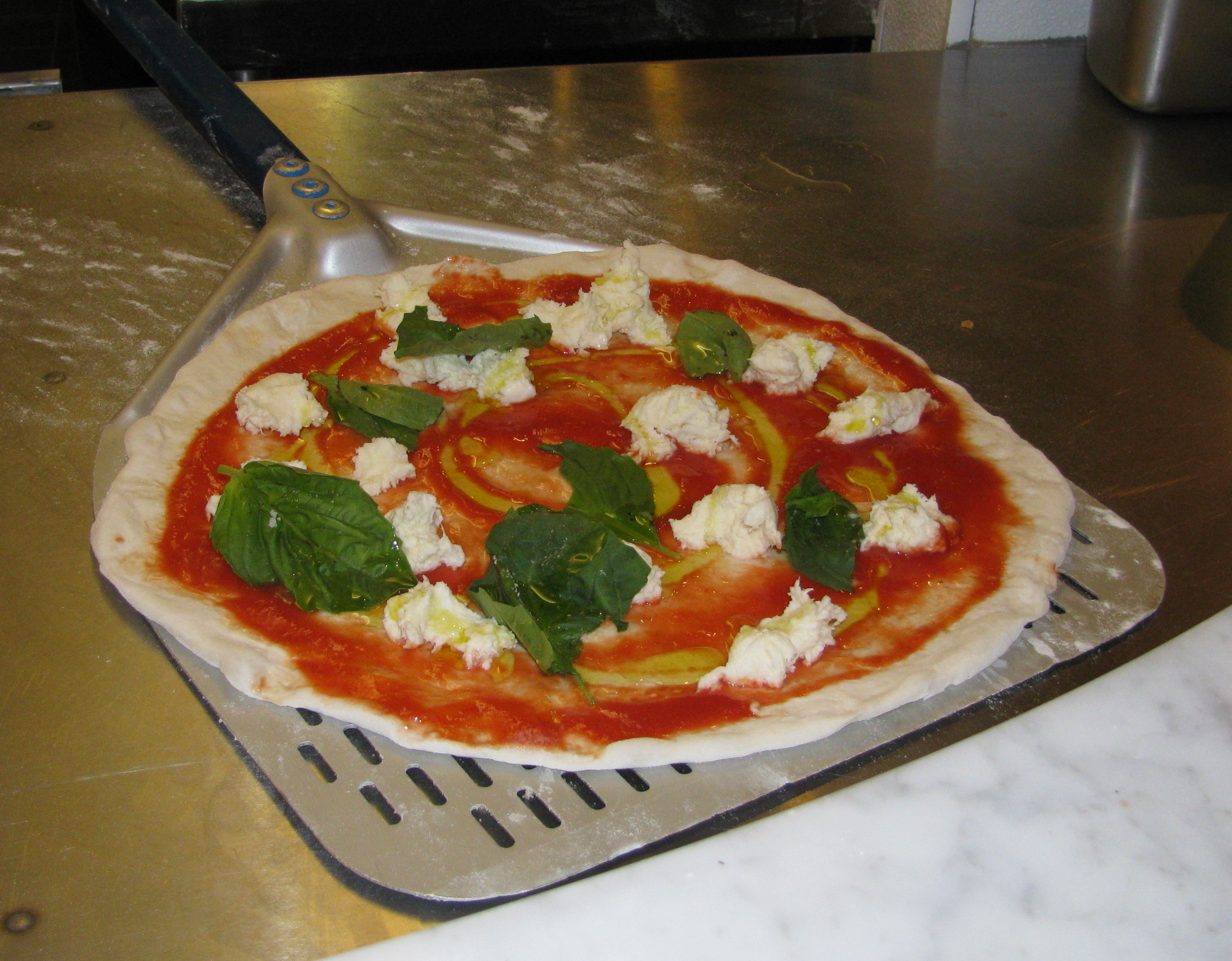
توضع البيتزا غير المطبوخة على شوكة معدنية وتكون جاهزة للفرن
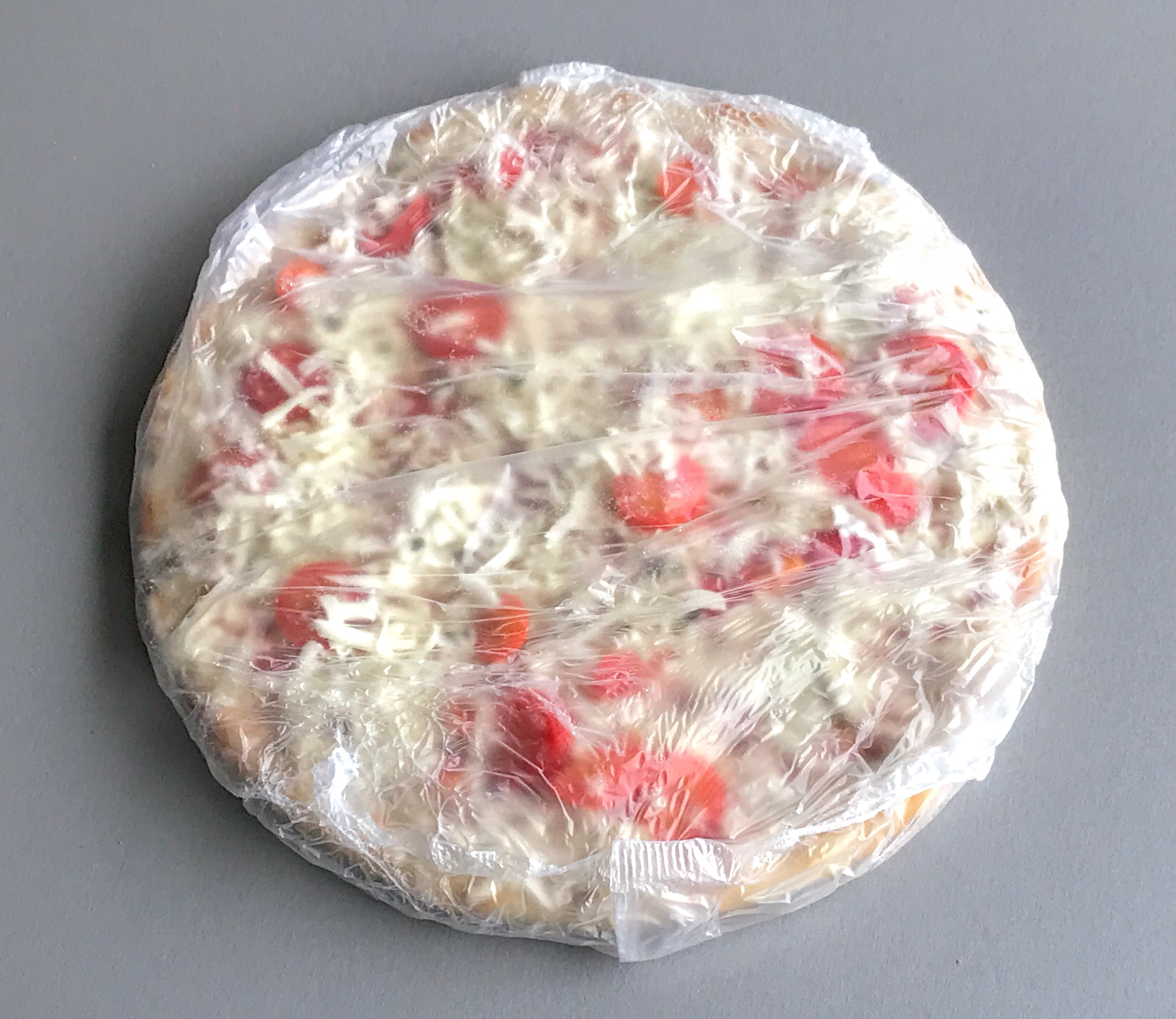
بيتزا مجمدة ومغطاة وجاهزة لتخبز في المنزل

### الخبز
تُخْبَز البيتزا في المطاعم إما في فرن فيه طوب ناري يوضع فوق مصدر الحرارة، أو في فرن كهربائي، أو في فرن بحزام ناقل، أو بالطريقة التقليدية داخل فرن من الخشب أو من الطوب يعمل بالفحم. توضع البيتزا في الفرن باستخدام مخباز يصنع عادة من الخشب وتُخبز مباشرة على الطوب الساخن أو على شبكة معدنية مستديرة عادةً من الألومنيوم أو أي سطح آخر. يرش المخباز قبل استخدامه بدقيق الذرة للسماح للبيتزا بالانزلاق عليه وعدم التصاقها به ولإزالتها بسهولة.
عند صنع البيتزا في المنزل، يمكن خبزها على حجر بيتزا في فرن عادي للحصول على تأثير للحرارة شبيه بذلك الناتج عن استخدام فرن الطوب [الإنجليزية]
. ينتج عن الطهي مباشرة على سطح معدني انتقال سريع جدًا للحرارة إلى أطراف البيتزا وحرقها. يستخدم بعض الطهاة في المنزل فرن بيتزا يعمل بالحطب، وعادة ما يتم تركيبه في الهواء الطلق، وكما هو الحال في المطاعم غالبًا ما يكون الفرن على شكل قبة من أجل ضمان توزيع متساوٍ للحرارة وهو نفس شكل أفران البيتزا منذ قرون. هناك شكل آخر للبيتزا وهو البيتزا المشوية حيث يتم خبز البيتزا مباشرة على شواية الشواء. تُخبز البيتزا اليونانية كبيتزا شيكاغو (تسمى البيتزا السميكة) وبيتزا صقلية في مقلاة بدلاً من خبزها مباشرة على قوالب في فرن البيتزا.

تستخدم معظم المطاعم طاولات إعداد البيتزا القياسية والمصممة خصيصًا لهذا الغرض لتجميع البيتزا. أما إنتاج البيتزا بكميات كبيرة وتجارية فهو ممكن باستخدام السلاسل الآلية بالكامل.

خبز البيتزا
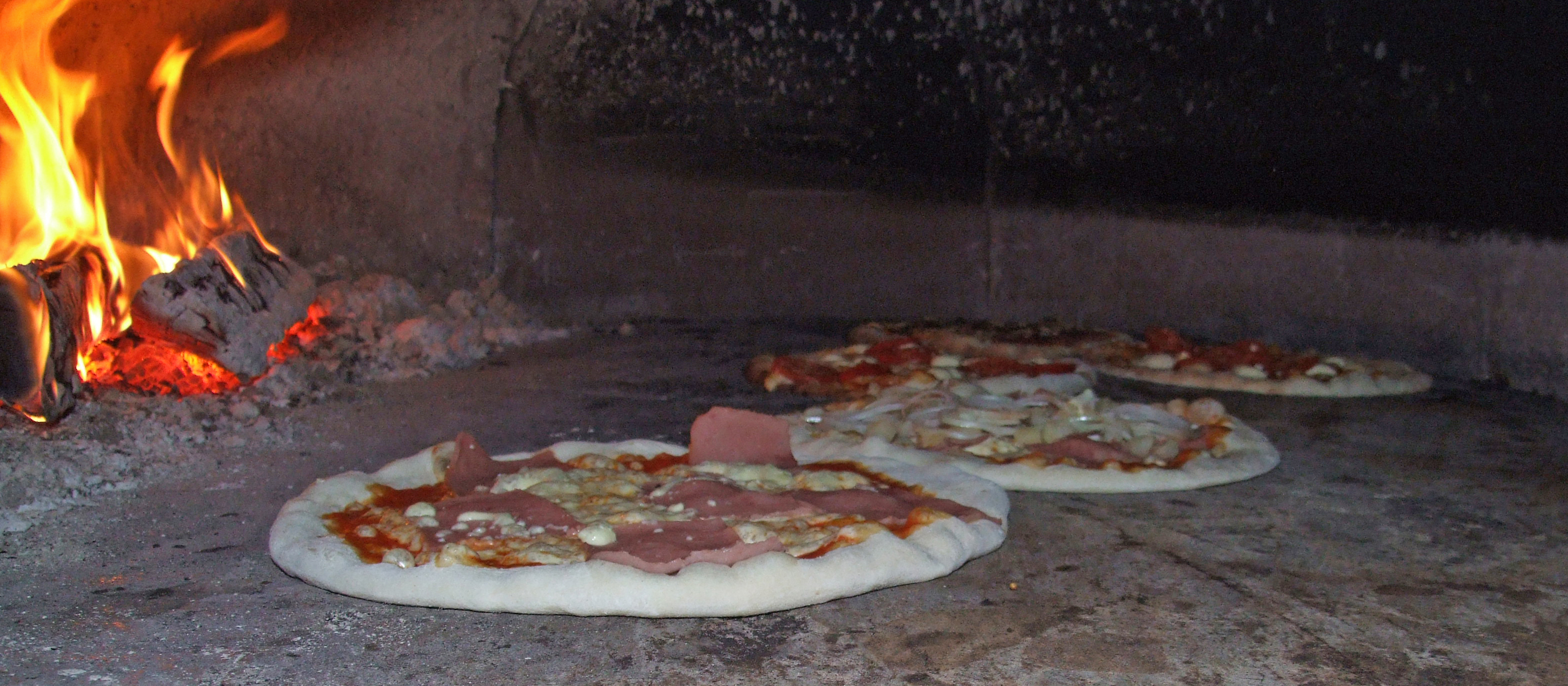
تُخبز البيتزا في فرن طوب تقليدي يستخدم الحطب
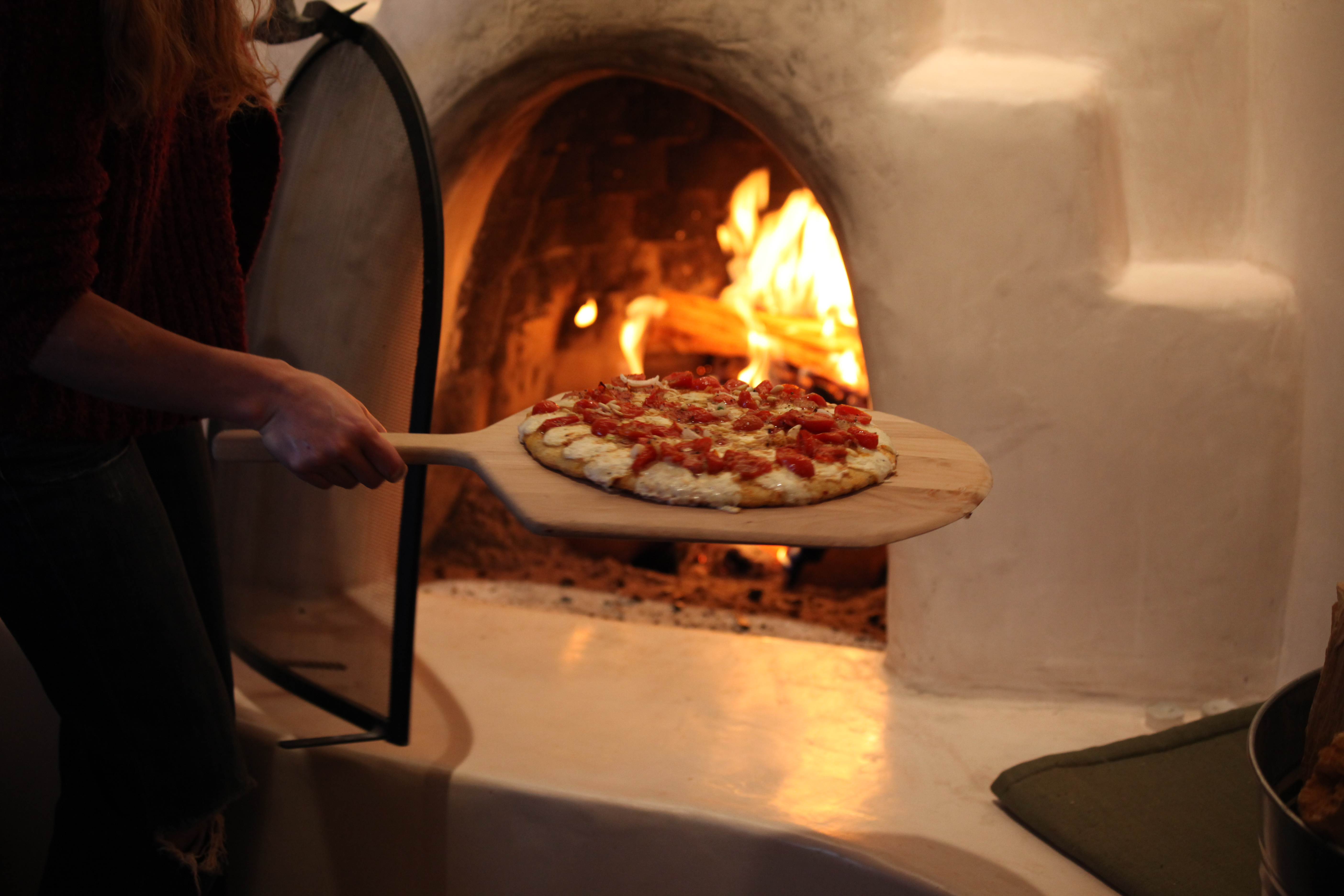
تُخرج البيتزا من الفرن بعد نضوجها باستخدام المخباز أو المطرحة
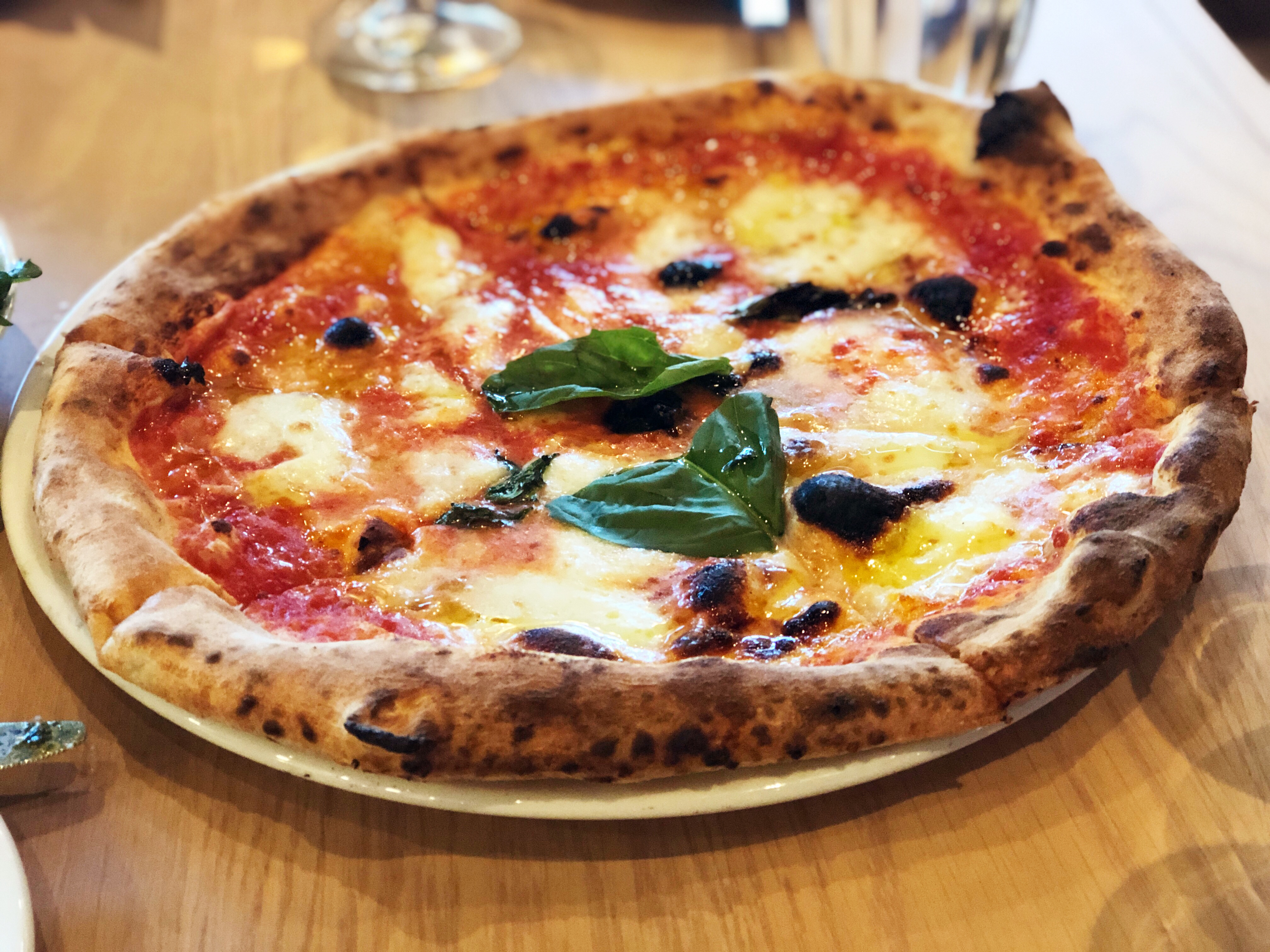
بتزة مرغرتة بعد الخبز وتظهر فيها الأطراف المنفوخة المتفحمة، وهي سمة مقبولة في البيتزا المصنوعة يدويًا
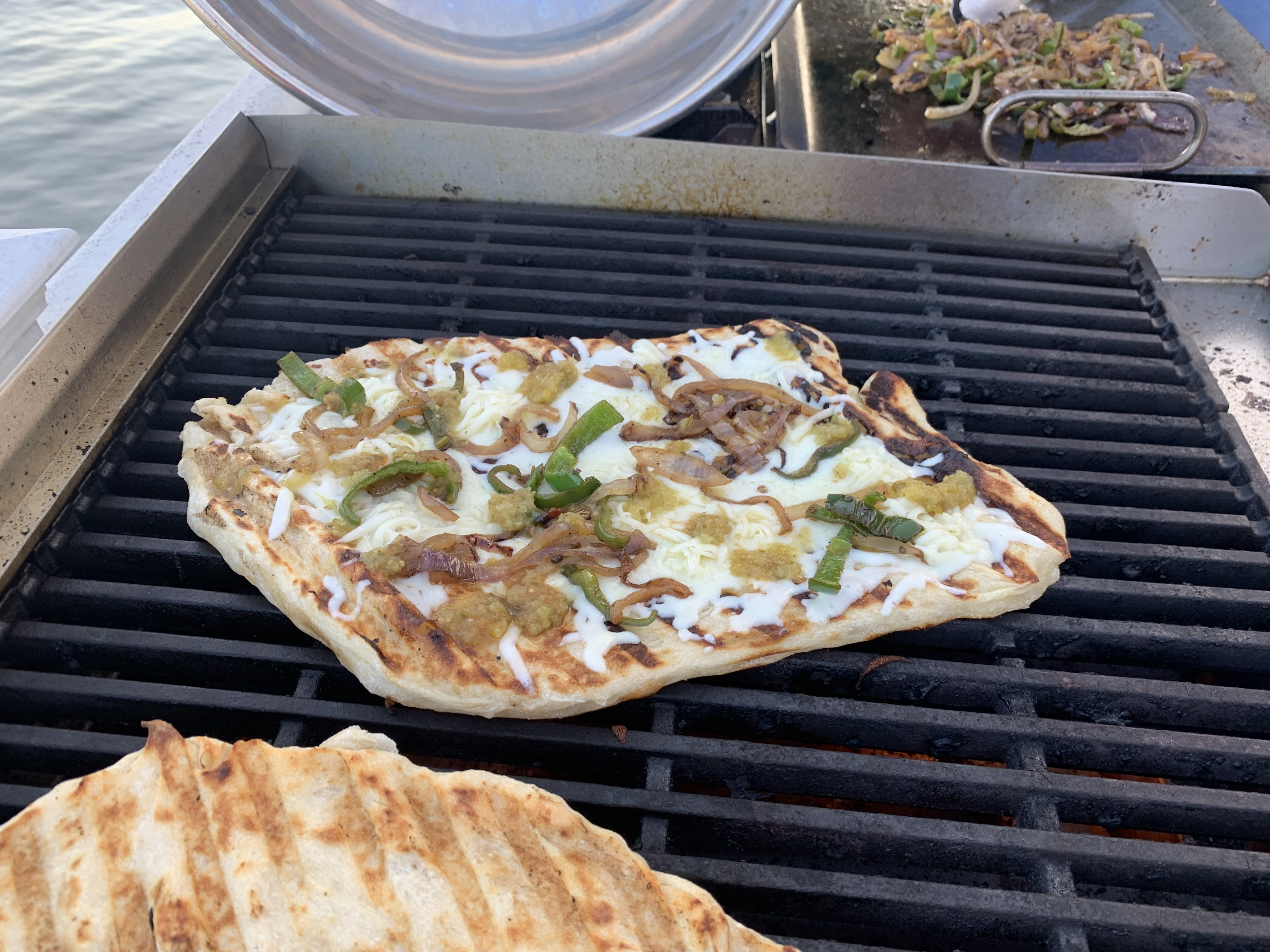
شواء البيتزا في الهواء الطلق على سطح معدني

### سماكة العجين
تختلف سماكة عجينة البيتزا من نوع لآخر بحسب طريقة الصنع، فقد تكون رفيعة كبيتزا نابولي النموذجية أو سميكة كما هو الحال في بيتزا شيكاغو (البيتزا السميكة). لا تحتوي عجينة البيتزا التقليدية على أي إضافات، ولكن يمكن أن يوضع فيها القليل من الثوم أو الأعشاب أو تكون محشوة بالجبن. يشار أحيانًا إلى الحافة الخارجية للبيتزا باسم (الأطراف). تحتوي بعض عجائن البيتزا على السكر، مما يساعد على نمو الخميرة وتحول العجينة إلى اللون البني.

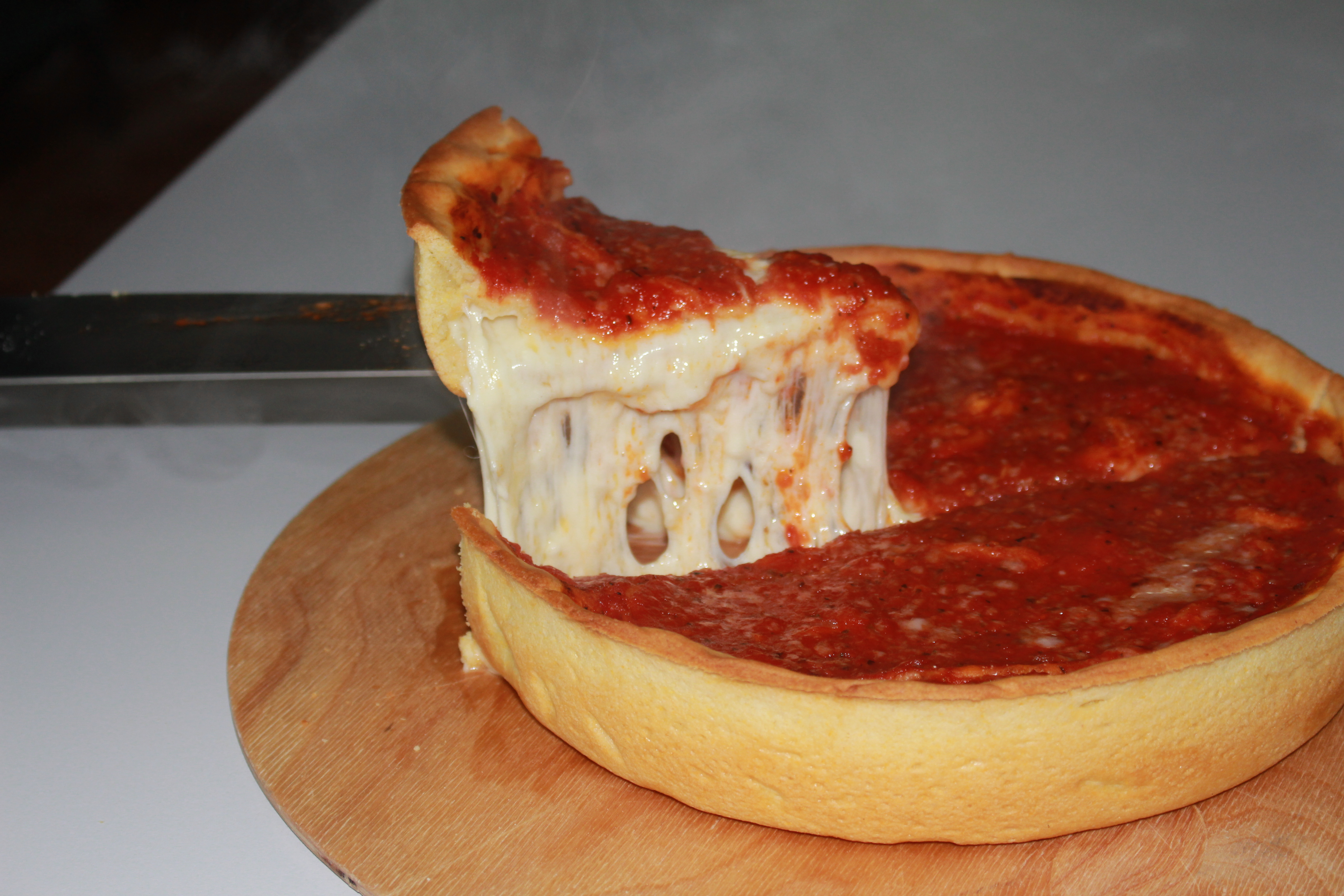
بيتزا شيكاغو السميكة.

ابتكرت الصلصة الخاصة بالبيتزا من قبل سلسلة البيتزا الأمريكية (بابا جونز بيتزا) عام 1984 ومنذ ذلك الحين يتناولها البعض عند أكل البيتزا وخاصة العجينة.

### الجبنة
يشيع استخدام جبنة الموتزاريلا في صناعة البيتزا، وخصوصًا موتزاريلا الجاموس المنتج في المناطق المحيطة بنابولي. تستخدم أنواع أخرى من الجبن وخاصة الجبن الإيطالي بما في ذلك بروفولوني [الإنجليزية]
، بيكورينو رومانو، ريكوتا، وسكامورتزا [الإنجليزية]
. ابتُكرت أنواع أخرى من الأجبان أقل تكلفة مثل الأجبان المعالجة [الإنجليزية]
 أو نظائر الجبن للبيتزا في الأسواق الكبيرة لإنتاج الصفات المرغوبة مثل التحمير، والذوبان، والتمدد، والمحتوى الثابت من الدهون والرطوبة، وفترة الصلاحية الثابتة. أُجريت العديد من الدراسات والتجارب التي تحلل تأثير الزيوت النباتية وعمليات التصنيع والاستزراع وبروتينات مصل اللبن المحوَّلة وغير ذلك من التغييرات في التصنيع من أجل الوصول إلى ابتكار جبن بيتزا مثالي واقتصادي. في عام 1997 قدر أن الإنتاج السنوي من جبن البيتزا كان 1 مليون طن متري (1,100,000 طن قصير) في الولايات المتحدة، و100،000 طن متري (110,000 طن قصير) في أوروبا.

## الأصناف والأنواع
هناك عدد كبير من أصناف البيتزا تحدد من خلال ما يوضع فوق العجينة أو من خلال اطراف البيتزا. هناك أيضًا العديد من أنماط البيتزا التي تحدد من خلال طريقة تحضيرها. القائمة التالية تحتوي فقط على أبرزها.
| الصورة | الإسم                             | المكونات المميزة                                                      | الأصل           | ظهرت لأول مرة | ملاحظات |
| ------ | --------------------------------- | --------------------------------------------------------------------- | --------------- | ------------- | --- |
|        | بيتزا كابريتشوزا [الإنجليزية]     | لحم خنزير، فطر، خرشوف، بيض                                            | إيطاليا         |               | شبيهه ببتزة الفصول الأربعة باستثناء المواد المكونة لها والمنثورة على سطحها فتكون مختلطة بدلاً من أن تكون مفصولة. |
|        | كليم باي [الإنجليزية]             | محار ملزمي                                                            | نيو إنجلاند     | 1950          | نسخة بيتزا من فطيرة مغطاة تقدم في نيو إنجلاند منذ العصور الاستعمارية.                                           |
|        | بيتزا هاوايان [الإنجليزية]        | أناناس، لحم خنزير أو لحم مقدد                                         | كندا            | 1962          | |
|        | بيتزا مارغيريتا                   | طماطم، موتزاريلا، ريحان                                               | نابولي، إيطاليا | 1800s         | بيتزا نابولي النموذجية.                                                                                         |
|        | بيتزا مارينارا                    | صلصة طماطم، زيت زيتون، زعتر، ثوم. (لا تحتوي على جبنة).                | نابولي، إيطاليا | 1734          | واحدة من أقدم أنواع البيتزا في نابولي.                                                                          |
|        | بيتزا بزلييزي [الإنجليزية]        | طماطم، بصل، موتزاريلا                                                 | بولية، إيطاليا  |               | |
|        | بيتزا كواترو فورماجي [الإنجليزية] | أربعة أنواع من الجبن: موتزاريلا وغورغونزولا ونوعين آخرين بحسب المنطقة | لاتسيو، إيطاليا | 1700s         | |
|        | بتزة الفصول الأربعة               | خرشوف، فطر، لحم خنزير، طماطم                                          | إيطاليا         |               | توضع المكونات على الطبقة العلوية من البيتزا مفصولة عن بعضها على جزء يساوي الربع الذي يمثل دورة الفصول الأربعة.  |
|        | بيتزا مأكولات بحرية [الإنجليزية]  | المأكولات البحرية مثل الأسماك أو المحار أو الحبار                     |                 |               | تشمل الأصناف الفرعية لها: - بيتزا فروتي دي ماري (بدون جبن) - بيتزا بيسكاتور (مع بلح البحر أو الحبار).           |

## الأنواع بحسب بلد المنشأ

### إيطاليا
تصنع بيتزا نابولي الأصلية (بيتزا نابوليتانا) من طماطم سان مارزانو [الإنجليزية]
 التي تزرع في السهول البركانية جنوب جبل فيزوف ومتزرلة الجاموس المصنوعة من حليب جاموس الماء الذي يربى في مستنقعات كمبانية ولتسية. جبنة الموتزاريلا لها حقوق حماية بتسميتها الأوروبية الخاصة بالمنشأ. تشمل أنواع البيتزا الإيطالية التقليدية الأخرى: بيتزا ألا مارينارا (بيتزا مارينارا) التي تعلوها صلصة المارينارا ويُعتقد أنها أقدم بيتزا مغطاة بالطماطم، وبيتزا كابريتشوزا [الإنجليزية]
 التي تحضر من جبن الموتزاريلا ولحم الخنزير والفطر والخرشوف والطماطم، وبيتزا بولييزا [الإنجليزية]
 التي تحضر مع الطماطم والموتزاريلا والبصل.

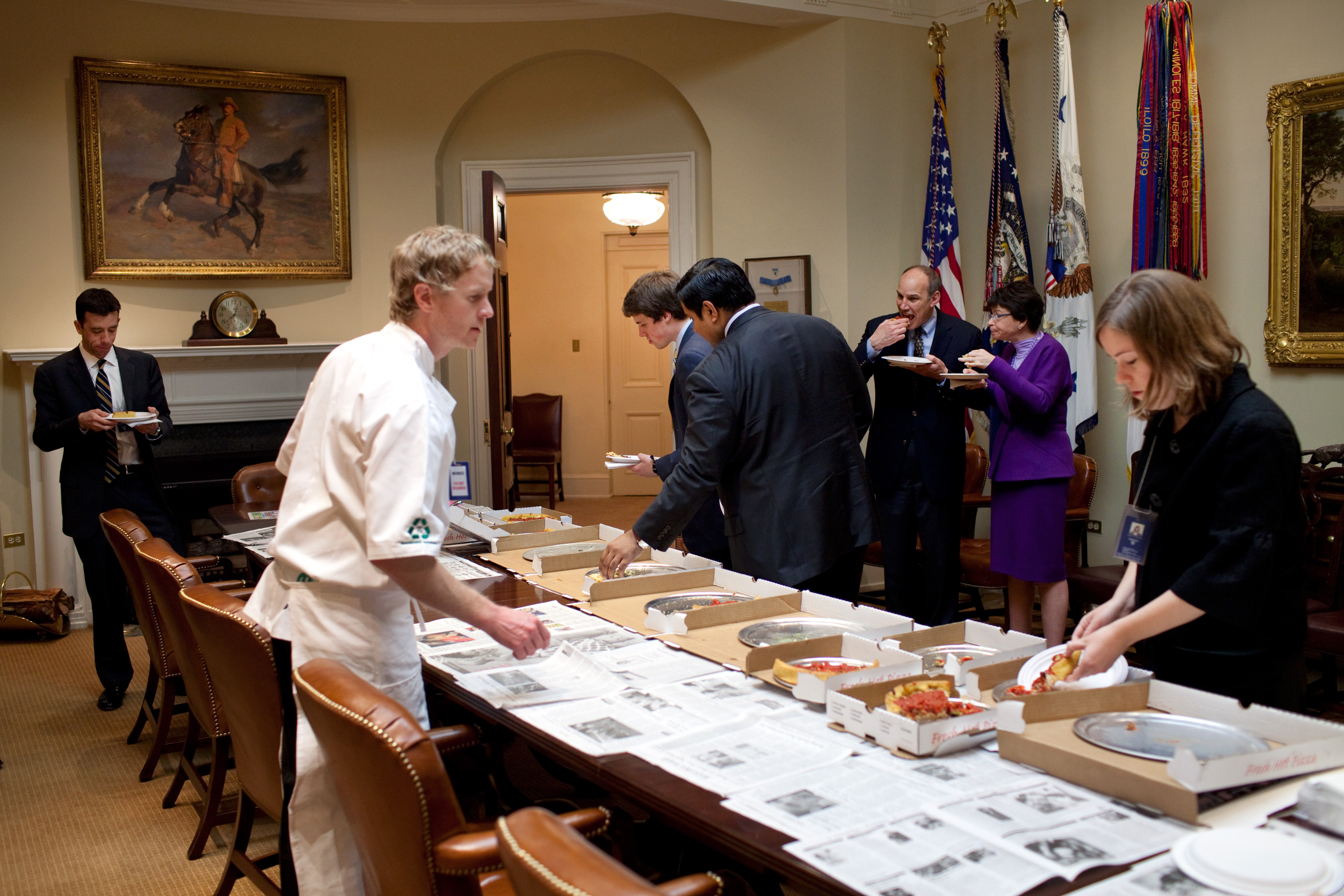
مأدبة بيتزا في البيت الأبيض (2009).

من الأنواع الشائعة أيضا للبيتزا في إيطاليا هي بيتزا صقلية (تسمى محليًا sfincione أو sfinciuni)، وهي بيتزا ذات طبقة سميكة من العجين ابتكرت خلال القرن السابع عشر في صقلية، وهي أساسًا فطيرة (فُكجية) تُغطى عادةً بصلصة الطماطم ومكونات أخرى. كانت بيتزا صقلية وحتى ستينيات القرن التاسع عشر هو نوع البيتزا المشهور على نطاق واسع في صقلية وخاصة في الجزء الغربي من الجزيرة. توجد أيضًا أنواع مختلفة من البيتزا في مناطق أخرى من إيطاليا على سبيل المثال بيتزا آل باديلينو (أو بيتزا التيجامينو) وهي بيتزا صغيرة الحجم ذات عجينة سميكة تقدم عادة في تورينو في إقليم بييمونتي.

### الولايات المتحدة الأمريكية
افتُتح أول مطعم بيتزا في الولايات المتحدة في حي ليتل إيطالي بمدينة نيويورك عام 1905. الإضافات الشائعة للبيتزا في الولايات المتحدة تشمل البلمية ولحم البقر المفروم والدجاج ولحم الخنزير والفطر والزيتون والبصل والفلفل والبيبروني والأناناس والسلامي والسجق والسبانخ وشرائح اللحم والطماطم. تطورت أنواع أخرى من البيتزا في القرن العشرين بحسب المنطقة مثل بيتزا بوفالو، بيتزا كاليفورنيا [الإنجليزية]
، وبيتزا شيكاغو، وبيتزا ديترويت، وبيتزا اليونان [الإنجليزية]
، وبيتزا نيو هيفن [الإنجليزية]
، وبيتزا نيويورك، وبيتزا سانت لويس [الإنجليزية]
.
يستهلك 13٪ من سكان الولايات المتحدة البيتزا في أي يوم. سلاسل مطاعم البيتزا مثل دومينوز بيتزا وبيتزا هت وبابا جونز بيتزا والبيتزا من نوع خذ البيتزا واخبزها [الإنجليزية]
 والبيتزا المبردة أو المجمدة التي تباع في محلات السوبر ماركت تجعل البيتزا متاحة بسهولة في جميع أنحاء البلاد.

### الأرجنتين

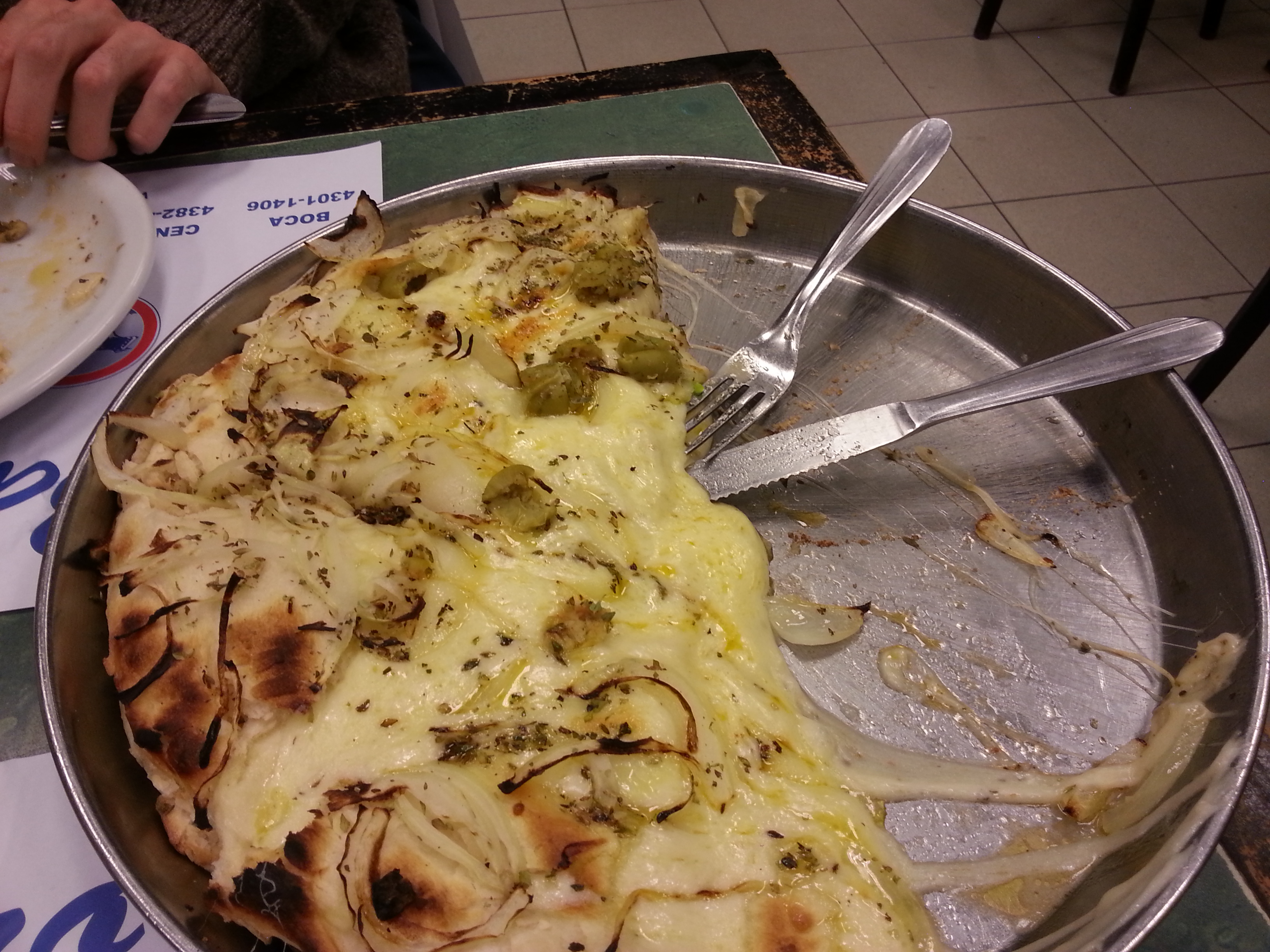
بيتزا فوغازا بالجبن الشهيرة في الأرجنتين

شهدت الأرجنتين في نهاية القرن التاسع عشر ولا سيما بوينس آيرس تدفقاً هائلاً للمهاجرين الإيطاليين. افتتح هؤلاء المهاجرون من نابولي وجنوة أولى متاجر البيتزا، ومع مرور الوقت أصبح السكان الإسبان يمتلكون العدد الأكبر من متاجر البيتزا.
تتميز البيتزا الأرجنتينية القياسية بعجينة سميكة تُعرف باسم (ميديا ماسا) وتستخدم جبنًا أكثر من البيتزا الإيطالية التقليدية. تقدم شرائح البيتزا بشكل متكرر في الأرجنتين مع الفاريناتا [الإنجليزية]
 (فطيرة من دقيق الحمص) ونبيذ موسكاتو. أكثر أنواع البيتزا شهرة في الأرجنتين هي (موزاريلا)، وهي مماثلة لبيتزا نابولي (الخبز وصلصة الطماطم والجبن) ولكنها تُصنع من عجينة «ميديا ماسا» السميكة وثلاث طبقات من الجبن وصلصة الطماطم وعادةً مع الزيتون ويمكن العثور عليها في كل جزء من البلاد تقريبًا؛ إذ تعتبر بوينس آيرس العاصمة التي تضم أكبر عدد من مطاعم البيتزا بالنسبة للفرد في العالم.
من الأصناف الشعبية الأخرى في الأرجنتين هي البيتزا بلحم الخنزير وشرائح الطماطم والفلفل الأحمر واللونجانيزا (سجق إسباني). هناك نوعان من البيتزا مع البصل من أصل أرجنتيني وهما شائعان جدًا أيضًا: فوغازا بالجبن (عجينة بيتزا عادية مغطاة بالجبن والبصل) وفوجازيتا (يوضع الجبن بين طبقتي البيتزا مع البصل في الأعلى).

## المعلومات الغذائية
تختلف الحقائق الغذائية والسعرات الحرارية اختلافًا كبيرًا بين الأنواع العديدة من البيتزا بسبب اختلاف المكونات وطريقة التحضير وسماكة العجين وغيرها، في النظام الغذائي المبني على 2000 سعر حراري يوميا، تحتوي قطعة واحدة من بيتزا نابولي بوزن 113 غرام مع سماكة عجين قياسية على الحقائق الغذائية التالية:
- السعرات الحرارية: 174 سعر حراري.
- الكربوهيدرات: 23 غرام (منها 1,1 غرام سكر).
- بروتين:6,9 غرام
- الدهون الكلية: 5,9 غرام (منها 2,3 غرام دهون مشبعة).
- كوليسترول: 11 ملي غرام.

## المخاطر الصحية
وجهت انتقادات لبعض أنواع البيتزا التي يتم إنتاجها بكميات كبيرة باحتوائها على مكونات غير صحية. يمكن أن تحتوي البيتزا على نسبة عالية من الملح والدهون والسعرات الحرارية. تشير وزارة الزراعة الأمريكية إلى أن متوسط محتوى الصوديوم يبلغ 5101 مجم لكل 36 سم (14 بوصة) بيتزا في مطاعم الوجبات السريعة وهناك مخاوف بشأن الآثار الصحية غير المرغوب فيها. معظم أنواع البيتزا المجمدة (باستثناء أنواع قليلة) تحتوي على نسبة عالية من السعرات الحرارية والسكر والصوديوم ومواد حافظة صناعية وسكر مضاف ودهون غير صحية.
وجدت مجموعة متنوعة من الدراسات التي نشرت في صحيفة الجارديان أن المواد الكيميائية المستخدمة في معالجة لحم الخنزير (مثل الببروني) يمكن أن تؤدي إلى الوفاة المبكرة بسبب زيادة خطر الإصابة بمجموعة متنوعة من السرطانات. كما وجدت دراسة نشرت في مجلة التغذية والسرطان وجود صلة بين سرطان القولون وتناول الكثير من اللحوم الحمراء، مما يعني وجوب توخي الحذر خاصة لمحبي بيتزا اللحوم. كما وجدت الدراسات بأن الأفراط في تناول البيتزا مع بعض التأثير للعوامل الوراثية وقلة النشاط البدني قد يتسبب في زيادة الوزن، زيادة خطر الإصابة بالجلطات القلبية، السرطان، شحوب البشرة، ارتفاع ضغط الدم، بعض أمراض الكلى والكبد.

## أرقام قياسية
اعتبارًا من عام 2021 وفقًا لموسوعة جينيس للأرقام القياسية:
- تم تحضير أكبر بيتزا في العالم في روما في ديسمبر 2012 وبلغت مساحتها 1,261 مترًا مربعًا (13570 قدمًا مربعًا). سميت البيتزا باسم «أوتافيا» تكريما لأول إمبراطور روماني أغسطس قيصر وكانت خالية من الغلوتين.[64]

- أطول بيتزا في العالم بلغ طولها 1930,39 مترًا (6333 قدمًا 3 + 1⁄2 بوصة) صُنعت في فونتانا في كاليفورنيا في عام 2017.[65]

- أغلى بيتزا متوفرة تجارياً في العالم معترف بها من قبل موسوعة غينيس للأرقام القياسية بلغت كلفتها 2700 دولار أمريكي، وتم بيعها في الولايات المتحدة الأمريكية في نيويورك في 24 أبريل 2017. وهي مصنوعة من عجينة حبر الحبار الأسود ومغطاة بجبن ستيلتون الأبيض البريطاني، فوا جرا الفرنسية والكمأ، كافيار أوسيترا من بحر قزوين، كافيار ألماس (أغلى نوع كافيار في العالم)، وأوراق الذهب عيار 24 قيراطًا.[66]

- صنعت عدة أنواع أخرى من البيتزا أكثر تكلفة ولكن موسوعة غينيس للأرقام القياسية لم تعترف بها مثل (بيتزا رويال 007) التي صنعت في مطعم هاجيس في جلاسكو في اسكتلندا وبلغت كلفتها 4200 جنيه إسترليني وكان يعلوها الكافيار وسرطان البحر وغبار الذهب عيار 24، وأيضا (بيتزا كافيار) من صنع مطعم نينو بيليسيما بيتزا في مدينة نيويورك وبلغت كلفتها 1000 دولار أمريكي.[67]
- صنع صاحب مطعم دومينيكو كرولا نوعا من البيتزا تضمنت إضافات مثل صلصة طماطم الشمس وسمك السلمون الاسكتلندي المدخن ولحم الغزال وذهب صالح للأكل [الإنجليزية]
 والكركند المنقوع في الكونياك والكافيار المنقوع بالشمبانيا. بيعت البيتزا في المزاد لصالح الجمعيات الخيرية في عام 2007 وجمعت 2,150 جنيه إسترليني.[68]
- أثقل بيتزا في العالم صنعت في 10 ديسمبر 1990 في نوروود هايبر ماركت في نوروود، جنوب إفريقيا، وكانت تزن 26883 رطلاً وقطرها أكثر من 122 قدمًا. صنعت البيتزا الضخمة من ما يقرب من 10000 رطل من الدقيق، وحوالي 4000 رطل من الجبن، وما يقرب من 2000 رطل من هريس الطماطم، وآلاف الأرطال من الإضافات الأخرى بما في ذلك الفطر والطماطم.[69]

## معرض الصور

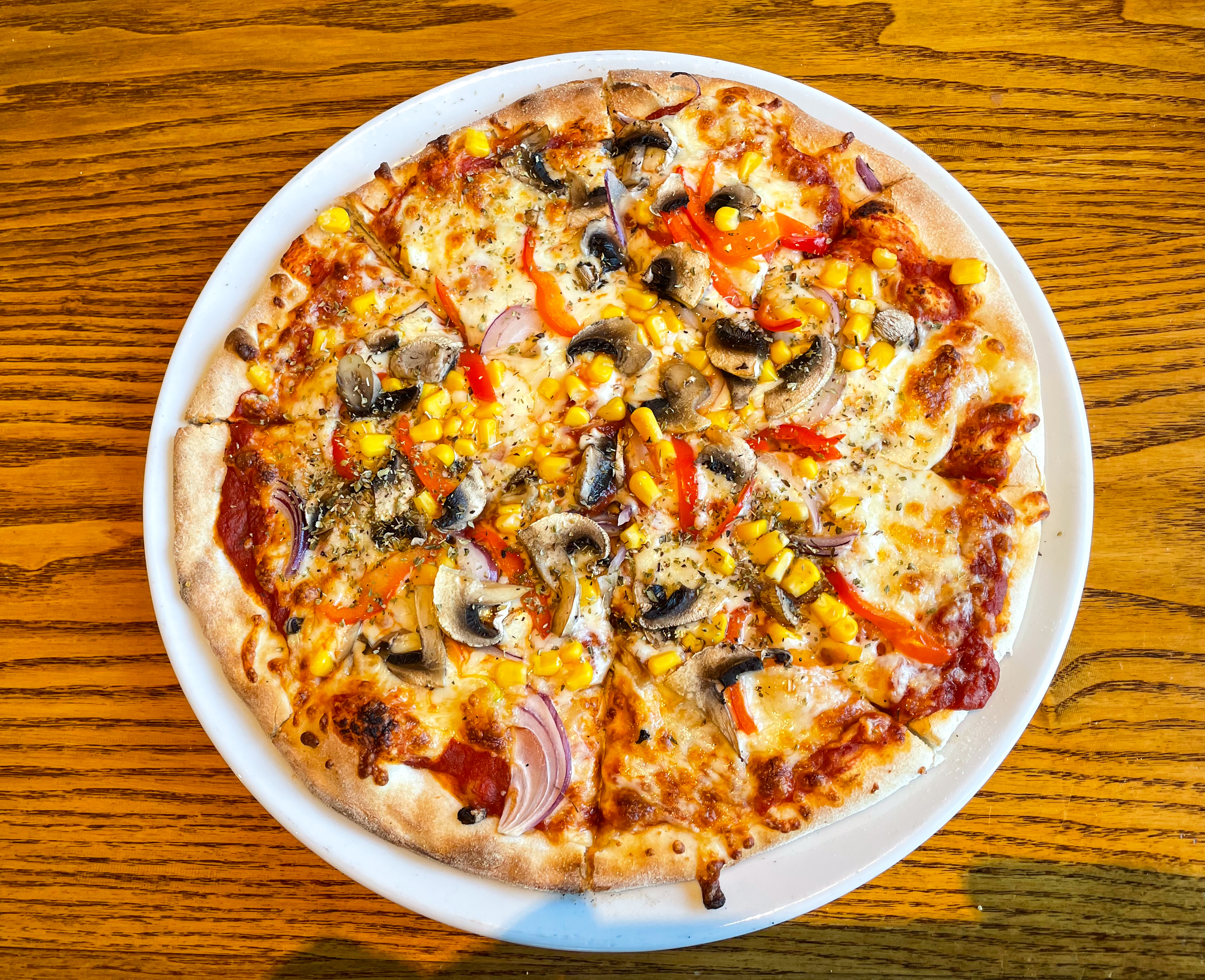
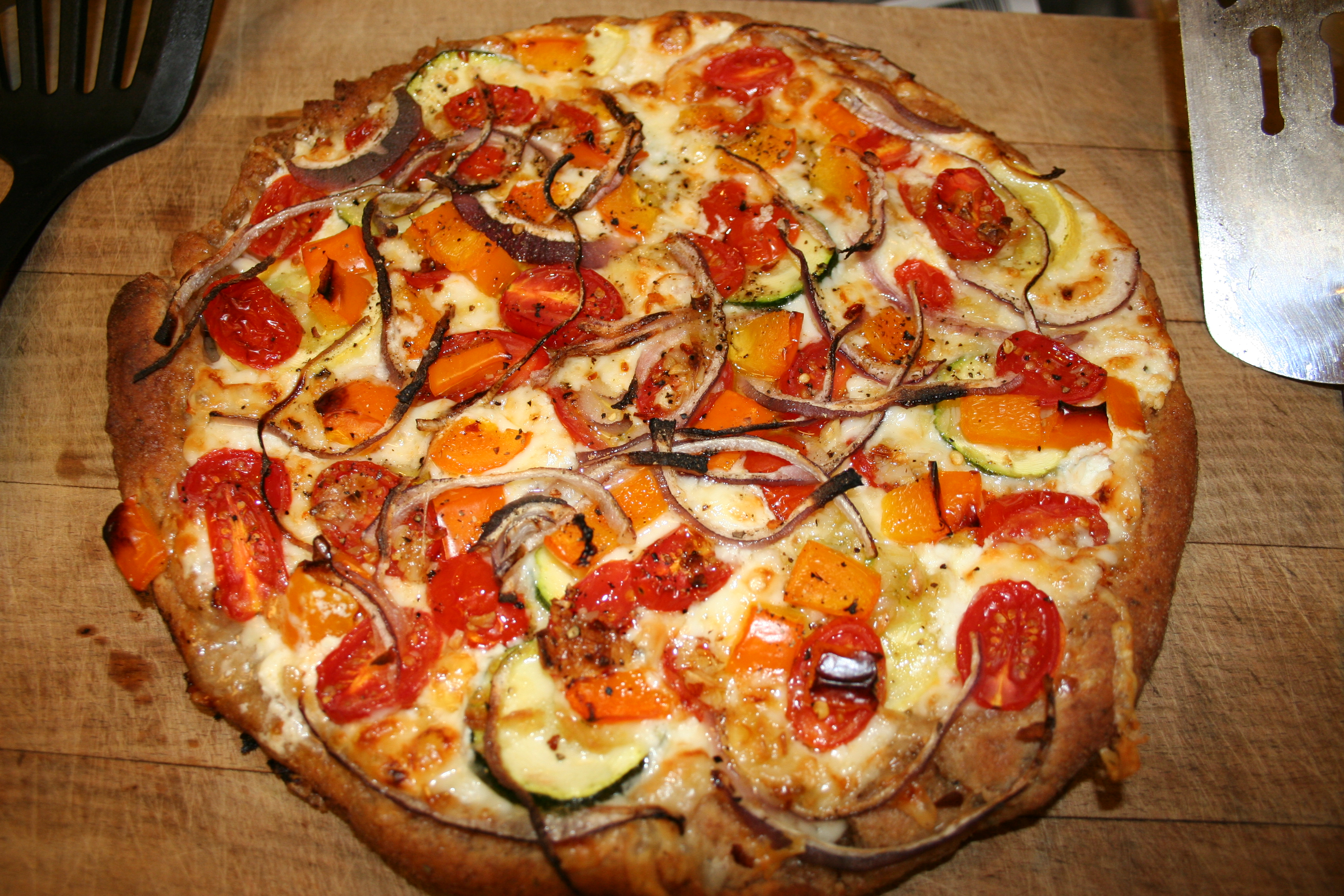
بيتزا نباتية منزلية
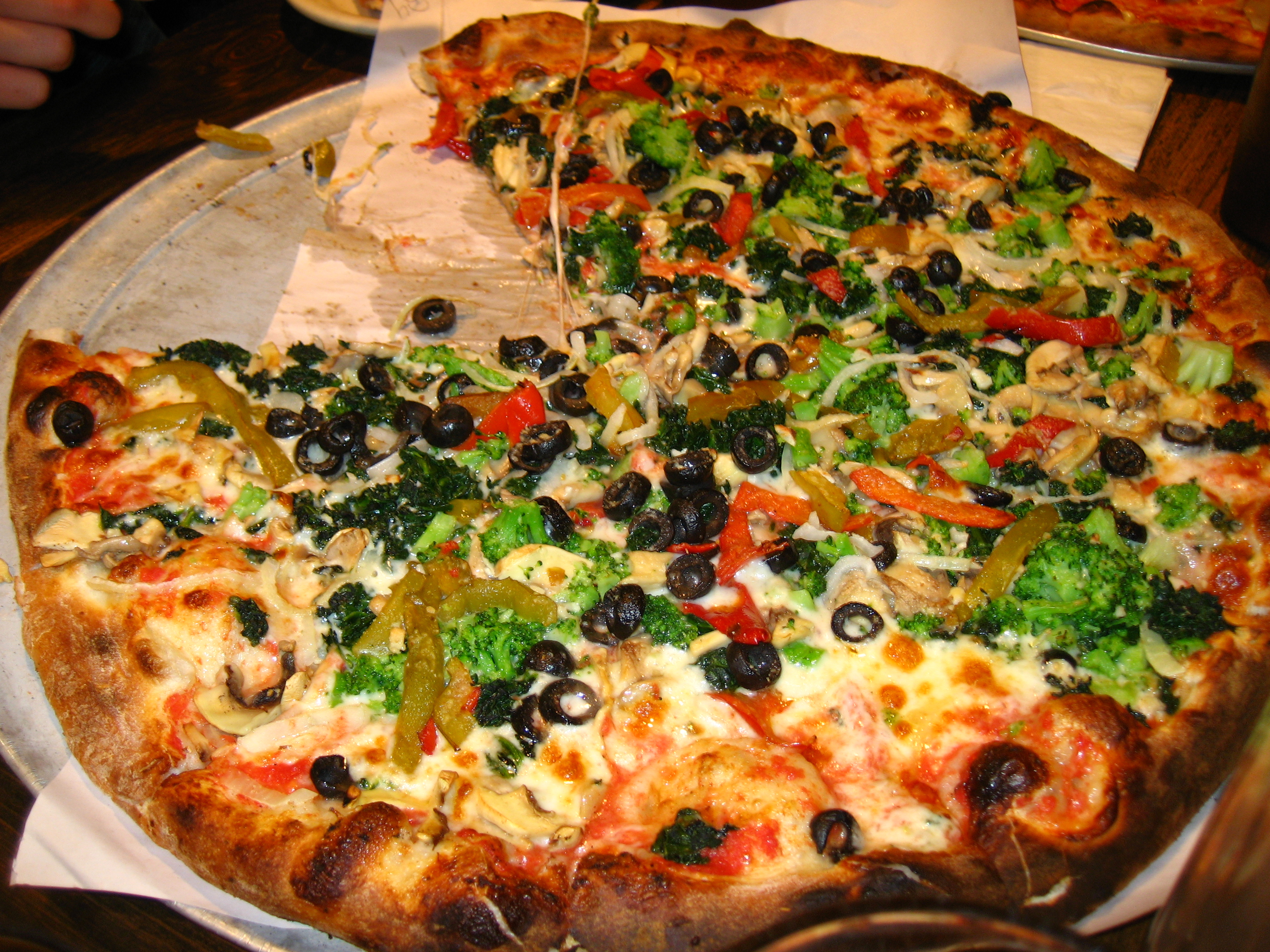